# ATG Tape
ATG Tape ou Artigo de Grife Tape é um álbum de estúdio do rapper brasileiro MD Chefe, gravado no estúdio da OffLei Sounds e lançado em 4 de agosto de 2021. ATG Tape foi seu álbum de estreia, contendo cinco singles, sendo os de maiores sucessos "Rei Lacoste" e "Tiffany". O álbum estreou em 8° lugar no Top 10 Global Album Debuts do Spotify, sendo o primeiro disco de trap do Brasil a estrear em uma parada Global.

## Desempenho comercial
O álbum teve sua melhor posição nas paradas no 8° lugar no Top 10 GLOBAL Album Debuts do Spotify Charts em sua estreia, sendo um dos álbuns mais ouvidos no mundo naquela semana. O álbum também alcançou o 1° lugar do Top 100 Apple Music Brasil.

## Singles
"Rei Lacoste" foi primeiro single e estreou na 6° posição em alta do YouTube, e na 41° posição do chart Top 50 Streamings da Pro-Música Brasil. O videoclipe de "Rei Lacoste" foi lançado 21 de julho e atualmente possue mais de cem milhões de streams na Internet, e mais de quarenta milhões de conteúdos de fãs no TikTok. "Tiffany" foi o segundo single do álbum, que estreou em alta no YouTube na 7° posição, e alcançou a 45° colocação no Top 50 Streamings da PMB. O videoclipe de "Tiffany" foi lançado dia 15 de setembro de 2021. Atualmente "Tiffany" possue mais de cem milhões de streams na Internet. "Montblanc" foi o terceiro single do álbum, e conta com a participação especial de MC Cabelinho. O single alcançou uma modesta posição no 88° lugar do Top 100 da Apple Music Brasil. "Artigo de Grife" foi o quarto single do Álbum, e alcançou o 95° lugar no chart da Apple Music Brasil. "Fragância (Remix)" foi o quinto single do álbum, com participação especial de PL Quest e L7NNON. A versão original somente com MD Chefe e PL Quest foi descartada do álbum. "Fragância (Remix)" alcançou a 18° posição do Top 100 da Apple Music Brasil.

## Prêmios e certificações
Em 2021 o single "Rei Lacoste" venceu o Prêmio Nacional Rap TV na categoria "Melhor Canção em Dupla", e foi indicado na categoria "Hit do Ano" desta prêmiação. O single também foi indicado nas categorias de "Melhor Música" e "Melhor Música em Colaboração" do Prêmio Inverso Rap BR. O single "Tiffany" foi indicado na categoria "Melhor Música" do Prêmio Inverso RAP-BR.  Na premiação Prêmio Genius Brasil de Música, "Rei Lacoste" venceu como "Música do Ano", e "Tiffany" foi indicado na categoria "Melhor Instrumental".

## Faixas
| N.º            | Título                                      | Duração |  |
| 1.             | "Artigo de Grife"                           | 2:13    |  |
| 2.             | "Rei Lacoste (ft. DomLaike)"                | 2:32    |  |
| 3.             | "A Verdade é Essa"                          | 2:40    |  |
| 4.             | "Montblanc (ft. MC Cabelinho)"              | 2:25    |  |
| 5.             | "Tiffany"                                   | 2:33    |  |
| 6.             | "Fragância (Remix) (ft. PL Quest, L7NNON)"  | 2:52    |  |
| 7.             | "Tendência"                                 | 2:09    |  |
| 8.             | "HB20 II (ft. Flacko Joshy, C' 97, Rare-G)" | 3:17    |  |
| Duração total: | Duração total:                              | 19:21   |  |

## Desempenho nas paradas
| Paradas (2021)                 | Melhor posição |
| ------------------------------ | -------------- |
| Brasil (Apple Album Chart)     | 1              |
| Mundo (Top 10 Album Debuts)    | 8              |
| Cabo Verde (Apple Album Chart) | 17             |